# Coca Cola Live @ MTV - The Summer Song (seconda edizione)
Il concerto della seconda edizione del Coca Cola Live @ MTV - The Summer Song si è svolto il 18 settembre 2010 a Napoli in Piazza del Plebiscito ed è stato trasmesso in diretta dall'emittente televisiva MTV. Il concerto è stato condotto da Valentina Correani e Francesco Mandelli. A partire dal 5 luglio 2010, tramite televoto venivano eliminate settimanalmente due brani. Il 18 settembre si è potuto stabilire quali fossero i 10 finalisti (su venti partecipanti) che si sono poi esibiti sul palco. Special guest stars della serata i Maroon 5 che hanno presentato il loro ultimo lavoro Hands All Over. Quest'anno sono state introdotte due novità nello show: un premio della critica che è stato ritirato da Cesare Cremonini e MTV Italia ha premiato la collaborazione tra i N.E.R.D e Nelly Furtado.

## Artisti finalisti
Di seguito sono riportati, in ordine di classifica, i 10 finalisti con le relative canzoni:
1. Good Luck My Friend – Sonohra
2. Stanco (Deeper Inside) - Marco Mengoni
3. Più di te - dARI
4. Un'altra come te - Finley
5. Il cantante - Lost
6. Io voglio te - Broken Heart College
7. Kick Ass - Mika (senza esibizione)
8. California Gurls - Katy Perry ft. Snoop Dogg (senza esibizione)
9. Waka Waka (This Time for Africa) - Shakira ft. Freshlyground (senza esibizione)
10. Fight for This Love - Cheryl Cole (senza esibizione)

## Artisti non finalisti
Di seguito sono riportati, in ordine casuale, i 16 non finalisti con le relative canzoni:
- Wavin' Flag - K'naan
- You're Not Alone – Mads Langer
- Alle porte del sogno - Irene Grandi (senza esibizione)
- Mondo - Cesare Cremonini (senza esibizione)
- Alors on danse - Stromae
- Oh Africa - Akon Ft. Keri Hilson (senza esibizione)
- Hot-N-Fun - N.E.R.D ft. Nelly Furtado
- Hey, Soul Sister - Train (senza esibizione)
- I Need You Tonight - Professor Green
- Nuvole rosa - Giuliano Palma & the Bluebeaters ft. Melanie Fiona
- Misery - Maroon 5
- Faccia come il cuore - Due di Picche
- Gettin' Over You - David Guetta Ft. Chris Willis, Fergie & LMFAO (senza esibizione)